# Janai Khan
Janai Khan fou kan de Kassímov vers 1508 a 1512. Era germà de Satilghan Khan al que va succeir, probablement quan va morir.
En la guerra entre el gran príncep Basili de Moscou i Segimon de Polònia el 1508, hi va participar un contingent de tàtars de Kassímov a les ordes de Muhammad Amin, fill de Karachuk Mirgen, i al mateix temps un altre contingent a les ordes del mateix Janai Khan va rebre ordes de marxar contra els lituans.
No torna a ser esmentat i hauria mort vers 1512. Llavors el kanat fou concedit pel gran príncep a Awliyar Khan, de la casa de kans d'Astracan.